# 퉁안저
퉁안저(중국어: 童安格, 병음: Tóng Āngé, 한자음: 동안격, 영어: Angus Tung 앵거스 퉁[*], 1959년 7월 26일)는 1980년대에서 1990년까지 활동한 중화민국의 가수이다. 잘생긴 외모와 다양한 재능으로 1983년 데뷔하였고 2년 후엔 想你(상니)라는 앨범을 낸다. 그는 활동 기간 동안 총 14장의 앨범을 발매했고 其實你不懂我的心(기실니부동아적심), 亡不了(망부료)같은 중국음악의 전설적인 곡들을 남기기도 하였다. 그의 곡들은 아직까지도 많은 사랑을 받고 있으며 아시가수서 여러 번 불렸다.

## 디스코그래피
- 想你 (1985)
- 女人 (1986)
- 我曾經愛過 (1986)
- 跟我來 (1987)
- 童安格 - 其實你不懂我的心 (1989)
- 童安格 - 夢開始的地方 (1989)
- 花瓣雨 (1990)
- 真愛是誰 (1990)
- 一世情緣 (1991)
- 愛與哀愁 (1992)
- 現在以後 (1994)
- 聽海的歌 (1995)
- 看未來有甚麼不一樣 (1995)
- 收留 (1996)
- 青春手卷 (2003)